# Juvisy-sur-Orge
Juvisy-sur-Orge es una comuna francesa situada en el departamento de Essonne, en la región de Isla de Francia. Tiene una población estimada, en 2020, de 17 656 habitantes.
En esta localidad el emperador Napoleón Bonaparte tiene conocimiento el 30 de marzo de 1814 de la caída de París ante los ejércitos de la Sexta Coalición.

## Demografía
| 404                       | 399 | 414 | 326 | 371 | 388 | 416 | 444 | 409 | 442 | 506 | 694 | 834 | 930 | 1215 | 1703 | 2095 | 2912 | 3611 | 4245 | 4730 | 6138 | 6869 | 8143 | 8531 | 7813 | 9313 | 11 902 | 12 626 | 13 669 | 12 303 | 11 816 | 11 937 | 14 437 | 17 656 |
| (Fuente: INSEE y Cassini) |     |     |     |     |     |     |     |     |     |     |     |     |     |      |      |      |      |      |      |      |      |      |      |      |      |      |        |        |        |        |        |        |        |        |